# Karl August von Brandenstein
Pour les articles homonymes, voir Brandenstein.
Karl August von Brandenstein (né le 24 janvier 1792 à Nauen et mort le 30 mars 1863 à Berlin) est un lieutenant général prussien et commandant de la 5e division d'infanterie.

## Biographie

### Origine
Ses parents sont Wilhelm August von Brandenstein (1738-1815) et son épouse Friederike, née von Hake (de) (1761-1831). Son père est un lieutenant-colonel prussien., plus récemment dans le 34e régiment d'infanterie « Ferdinand de Prusse ». Son frère est le lieutenant-général Friedrich von Brandenstein (1786-1857).

### Carrière militaire
Brandenstein étudie à la maison des cadets de Berlin à partir du 11 juin 1803 et est transféré au 8e régiment d'infanterie du Corps de l'armée prussienne en tant que sous-lieutenant le 19 avril 1811. Le 16 mars 1812, il est transféré au régiment de la Garde. Pendant les guerres napoléoniennes, Brandenstein participe aux batailles de Lützen et de Leipzig.
Après la guerre, il devint premier lieutenant le 18 mars 1816 et capitaine et commandant de compagnie le 18 février 1821. Le 20 mars 1834, il reçoit l'ordre de l'Aigle rouge de 4e classe, est promu major quelques jours plus tard et devient commandant du 2e bataillon du 7e régiment Landwehr. Le 30 mars 1840, Brandenstein devient commandant du bataillon de tirailleurs de la Garde (de) et, à ce titre, devient lieutenant-colonel le 30 mars 1844. Il est également accepté dans l'Ordre de Saint-Jean le 30 septembre 1846. Promu colonel, Brandenstein reçoit le commandement du 38e régiment de fusiliers le 27 mars 1847 et nommé commandant du régiment le 23 septembre 1847.
Lors de la révolution de Bade en 1849, il combat dans la bataille de Durlach et participe à l'occupation de Bruchsal. Pour son travail, Brandenstein reçoit l'ordre du Lion de Zaeringen. Le 4 décembre 1849, il devient commandant de la 13e brigade d'infanterie et le 15 décembre 1849, il est agrégé au 28e régiment d'infanterie. Le 4 novembre 1851, Brandenstein est promu major général et reçoit le commandement le 4 mai 1852 de la 25e brigade d'infanterie. Le 12 juillet 1855, il devient commandant de la 9e division d'infanterie et promu lieutenant général le 12 juillet 1855. Du 7 mai 1857 au 2 juillet 1858, il sert comme commandant de la 5e division d'infanterie. Brandenstein reçoit ensuite l'étoile de l'ordre de l'Aigle rouge de 1re classe avec des épées sur l'anneau et reçoit une pension légale. Il décède le 30 mars 1863 à Berlin et est enterré le 1er avril 1863 au cimetière des Invalides.

### Famille
Brandenstein se marie avec Bernhardine von Rieben (de) (1896–1853) le 9 juin 1818 à Tschilesen, arrondissement de Wohlau (de). Le couple a plusieurs enfants :
- Sophie (née en 1819), dame de l'ordre de Louise
- Hans (1823-1883), colonel prussien, commandant de Metz marié en 1874 avec Elfriede von Redern (née en 1839)
- Karl (1831-1886), général d'infanterie marié en 1879 avec Sophie von Blücher (1849-1932)[6]